# Möten i skymningen (film)
Möten i skymningen är en svensk dramafilm från 1957 i regi av Alf Kjellin. I rollerna ses bland andra Eva Dahlbeck, Åke Grönberg och Ann-Marie Gyllenspetz.

## Handling
Olle flyttar till Stockholm för att börja arbeta på ett tryckeri. Han hyr ett rum av en kollega, Victor. Han delar lägenhet med Roffe, som har grava alkoholproblem och en flirtig fru, Irma. Olle blir förälskad i Irmas syster, Barbro.

## Rollista
- Eva Dahlbeck – Irma Sköld
- Åke Grönberg – Roffe Sköld, Irmas man
- Ann-Marie Gyllenspetz – Barbro, Irmas yngre syster
- Birger Malmsten – Olle Lindberg, typograf
- Inga Landgré – Alice Wiegel
- Erik Strandmark – Victor "Vice" Strömgren, typograf
- Doris Svedlund – Elsa Jonsson
- Sven-Eric Gamble – Henry Jonsson, Elsas man
- Sigge Fürst – talare på Roffes födelsedagsfest
- Linnéa Hillberg – fru Wiegel, Alices mor
- Helge Hagerman – Lund, arbetskamrat till Olle
- Carl-Axel Elfving	– Svensson, arbetskamrat till Olle
- Ingrid Tobiasson	– Karin, fyra år, Victors och Alices dotter

Ej krediterade
- Curt Löwgren – störd hyresgäst
- Henrik Schildt – hovmästaren på Restaurant Gåsen
- Signe Lundberg-Settergren	– Irmas och Barbros mor
- Hanny Schedin – Irmas och Barbros moster
- Georg Skarstedt – gäst på Roffes födelsedagsfest
- Karl Brännlund – gäst på Roffes födelsedagsfest
- Wilma Malmlöf – Roffes mor, gäst på Roffes födelsedagsfest
- Kari Sylwan – mosterns dotter, gäst på Roffes födelsedagsfest
- Ivar Wahlgren – gäst på Roffes födelsedagsfest
- Birgitta Franchi – gäst på Roffes födelsedagsfest
- Hadar Harryson – gäst på Roffes födelsedagsfest
- Henry Jonsson – gäst på Roffes födelsedagsfest
- Ingalill Lindström – gäst på Roffes födelsedagsfest
- Britt Olofsson – gäst på Roffes födelsedagsfest
- John Rehn – gäst på Roffes födelsedagsfest
- Per Anders Fogelström – man på tryckeriet
- Verner Oakland – restauranggäst
- Uno Larsson – äldre man i Barbros trappuppgång

## Filmteam
- Lasse Björne – B-foto
- Eskil Eckert-Lundin – orkesterledare
- Allan Ekelund – produktionsledare
- Ingemar Ejve – klippning
- Britt Falkemo – smink
- Katherina Faragó – scripta
- Gunnar Fischer – foto
- Per Anders Fogelström – manus
- Gittan Gustafsson – arkitekt
- Bengt Hallberg – originalmusik, musikarrangör
- Åke Hansson – B-ljud
- Louis Huch – stillbildsfoto
- Alf Kjellin – regi
- Hans Nordström – inspicient
- Charles Redland – originalmusik, musikarrangör
- Sven Sjönell – inspelningsledare
- Ingrid Wallin – scripta
- Aaby Wedin – ljudtekniker

## Om filmen
Möten i skymningen bygger Per Anders Fogelströms roman med samma namn från 1952. Fogelström författade även filmmanuset och hade därtill en mindre roll i filmen som man på tryckeriet. Filmen producerades och distribuerades av AB Svensk Filmindustri med Allan Ekelund som produktionsledare och Alf Kjellin som regissör. Den spelades in mellan den 20 oktober och 14 december 1956 i Stockholm. Interiörerna spelades in i Råsunda filmstad och exteriörerna i Drottningholmsparken på Ekerö, Stockholms centralstation, S:t Eriksbron, Västerbron och på Skogskyrkogården. Filmen fotades av Gunnar Fischer och klipptes samman av Ingemar Ejve.
Premiären ägde rum den 2 september 1957 på biograferna Fontänen och Röda Kvarn i Stockholm. Den har visats i Sveriges Television fyra gånger: 1970, 1992, 1997 och 2001.
Regissören Kjellin och skådespelaren Erik Strandmark belönades 1957 med Folket i Bilds regipris respektive skådespelarpris.

## Musik
Bengt Hallberg och Charles Redland komponerade originalmusik till filmen och var även musikarrangörer. Orkesterledare var Eskil Eckert-Lundin. I filmen hörs följande musikstycken:
- "Blue and Gay Calypso", Peter Swaby
- "Fritiof Anderssons paradmarsch", Evert Taube, sångaren Erik Strandmark, Birger Malmsten, Ann-Marie Gyllenspetz
- "Too Late for Tears", Charles Pierre, Richard Thorpe
- "Goodnight Little Fella", Harry Gordon
- "Square Four", Billy Munn
- "Beside You", Howard Barnes, Don Pelosi, Lawrence Hall
- "Slippery Samba", Georges Cugaro
- "Du gamla, du fria", Richard Dybeck
- "Den blomstertid nu kommer", Israel Kolmodin, Johan Olof Wallin, Britt G. Hallqvist

## DVD
Filmen gavs ut på DVD 2017.